# Bela Crkva
Bela Crkva (srbsky: Bela Crkva či Бела Црква, česky: Bílý Kostel, rumunsky: Biserica Albă, německy: Weißkirchen, maďarsky: Fehértemplom) je název města a opštiny v Jihobanátském okruhu v srbské autonomní oblasti Vojvodina. Vzdálené je 106 km severovýchodně od Bělehradu a leží u hranice s Rumunskem. Název města v srbštině znamená bílý kostel. Město Bela Crkva má 10 638 obyvatel, počet obyvatel opštiny je 20 275 obyvatel. Město je sídlem České národní rady v Srbsku a jediným na území Srbska, kde je čeština (spolu se srbštinou, maďarštinou a rumunštinou) úředním jazykem.

## Historie
V roce 1355 se uvádí v maďarských zdrojech vesnice s názvem Fehérregyház (Bílý kostel). Stará osada byla zničena během tureckých válek a obnovena po jejich skončení.
Město bylo založeno v roce 1717 nedlouho poté, co se podařilo tuto část tehdejších Dolních Uher osvobodit od turecké moci. Vzniklo z rozhodnutí Claude Florimonda de Mercyho a založeno bylo novými kolonisty, kteří byli většinou německé národnosti. Kolonizátoři přicházeli v několika vlnách. V roce 1750 přišli další srbští a rumunští osadníci; Srbové byly z okolí Liky, Černé Hory a Kragujevace. V 70. letech sem byli dosídleni další Srbové z centrální části Uher. V roce 1818 sem přišli Němci z Alsaska a Würtemberska. Češi přišli okolo roku 1845, pracovali jako zemědělci nebo jako pohraničníci. Kromě samotného města byl osídlen i okolní venkov, kde vznikla řada vesnic. Město vyrostlo jako typické jihouherské sídlo s víceméně pravoúhlou uliční sítí. Zpočátku zde existovaly dvě radnice (německá a neněmecká) a ty byly později sloučeny.
Z administrativního hlediska byla začleněna pod banátskou část vojenské hranice, od roku 1774 byla součástí její Benátské části. Turci se sem vrátili jen velmi krátce v letech 1787 a 1788. V letech 1848 až 1849 bylo součástí autonomní srbské Vojvodiny, poté se nicméně vrátilo pod vojenskou správu až do zrušení původní hranice. Jakmile k tomuto došlo, byla Bela Crkva zařazena pod Tamišskou župu v rámci Uher. Okresním městem byla Bela Crkva od roku 1867 až do druhé světové války.
V roce 1857 sem dosáhla železnice, jako první trať na území dnešního Srbska. V roce 1840 zde byl založen městský park a k němu byl později přistaven i hudební pavilon.
V roce 1877 zde bylo založeno první muzeum Vojvodiny. O dvanáct let dříve potom začala fungovat i městská knihovna.
Podle posledního sčítání lidu které bylo provedeno za Rakousko-Uherska, zde žili většinou Němci a v okolí Srbové. Na začátku 20. století sem byla zavedena elektřina.
Vznikem státní hranice mezi královstvím Srbů, Chorvatů a Slovinců a Rumunskem v roce 1918 byl místní etnicky smíšený prostor rozdělen. Místní česká komunita se tak ocitla na území dvou států. Obdobný problém měla i komunita německá. Hranice rozdělila i území města a na rumunské straně vznikla nová obec. Bela Crkva představovala (a dodnes představuje) výběžek srbského území do rumunského. Po roce 1918 se zde usadili také Rusové, kteří sympatizovali nebo představovali carský režim a kterým král Alexandr poskytl v tehdejší Jugoslávii azyl.
V roce 1942 zde byla založena horská divize SS "Prinz Eugen", která bojovala proti partyzánům. V závěru druhé světové války uteklo z Bele Crkve několik desítek až stovek místních obyvatel německé národnosti před postupující Rudou armádou. Uprchlíci se ve větším počtu dostali dočasně i do jižních Čech, kde byli provizorně ubytováváni na Českobudějovicku (Nové Hodějovice, Rožnov) například ve školách. Vžilo se pro ně (jakožto i pro další německé uprchlíky z východu) označení národní hosté.  Z celkového výčtu osob v záznamech uložených v českobudějovickém archivu vyplývá, že většinu tvořily ženy v domácnosti (Hausfrau) a děti. Němci byli z města vyhnáni zcela.
Tito vysídlenci v jižních Čechách dostávali od nacistické správy kromě stravy i kapesné a navíc příděly marmelády a bonbónů. Záznamy jsou datovány závěrem roku 1944.
V roce 1963 zde bylo otevřeno rozsáhlé výukové centrum pro řidiče jugoslávské lidové armády a v souvislosti s tím také vojenská kasárna. Vlivem hranic i ekonomických krizí tehdejší Jugoslávie se nicméně z města stal odlehlý region a životní podmínky se zde ukázaly být značně složité, o to horší potom v souvislosti s mezinárodními sankcemi a bombardováním. V současné době se jedná o jednu z nejméně rozvinutých oblastí na území Vojvodiny.
V roce 1999 zde žilo 11 634 obyvatel.

## Obyvatelstvo

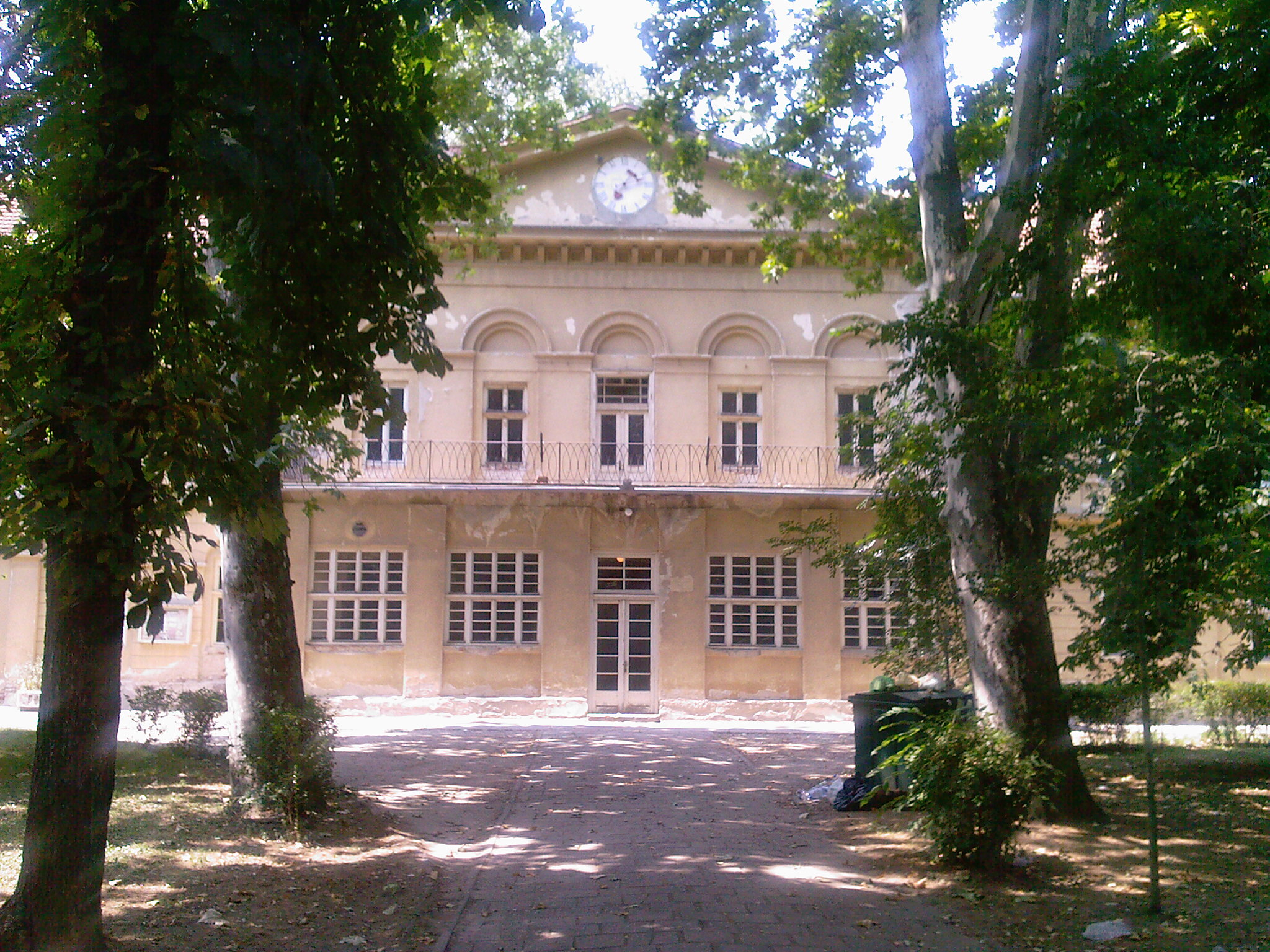
Budova domu armády.

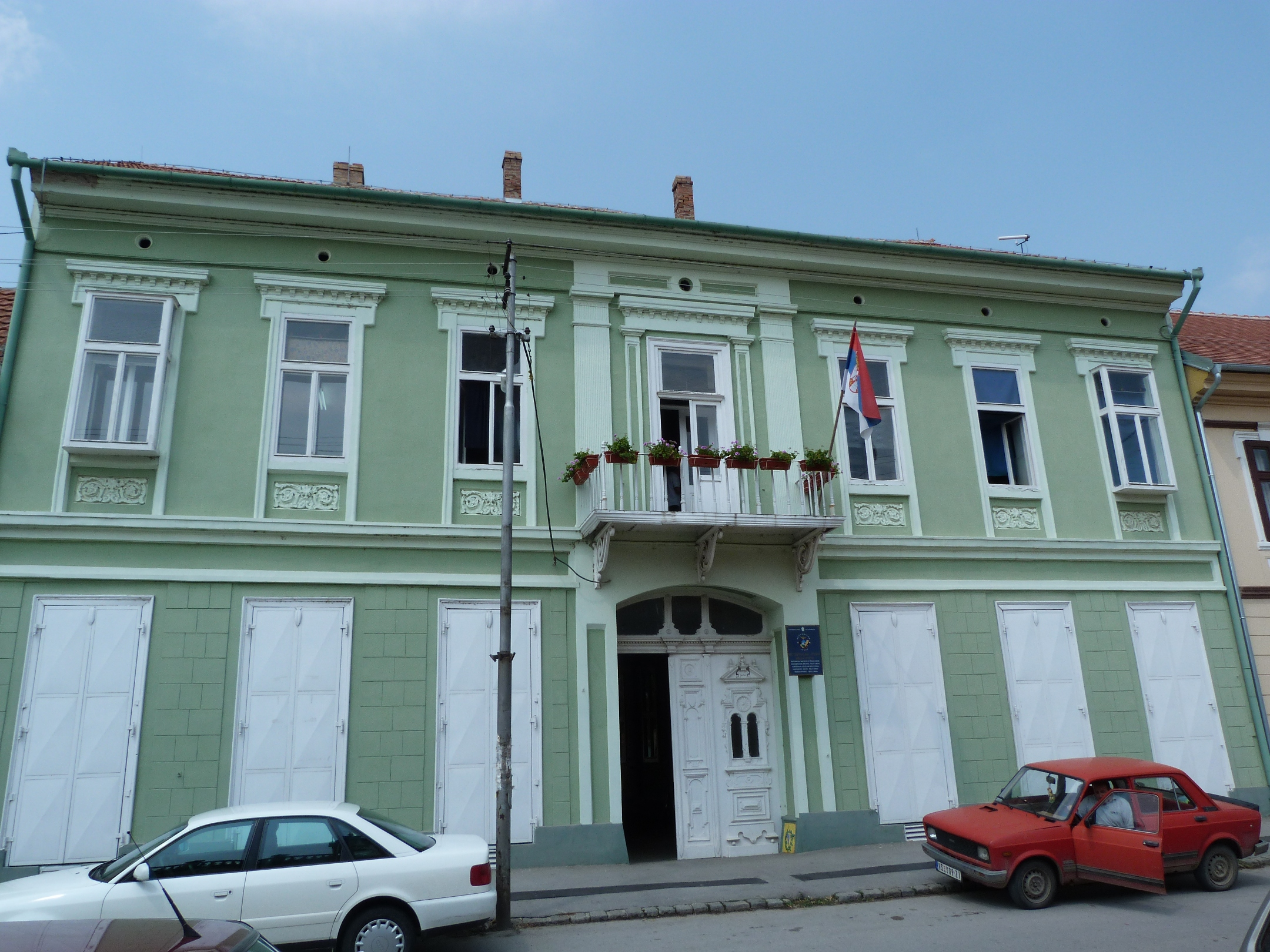
Budova historického archivu.

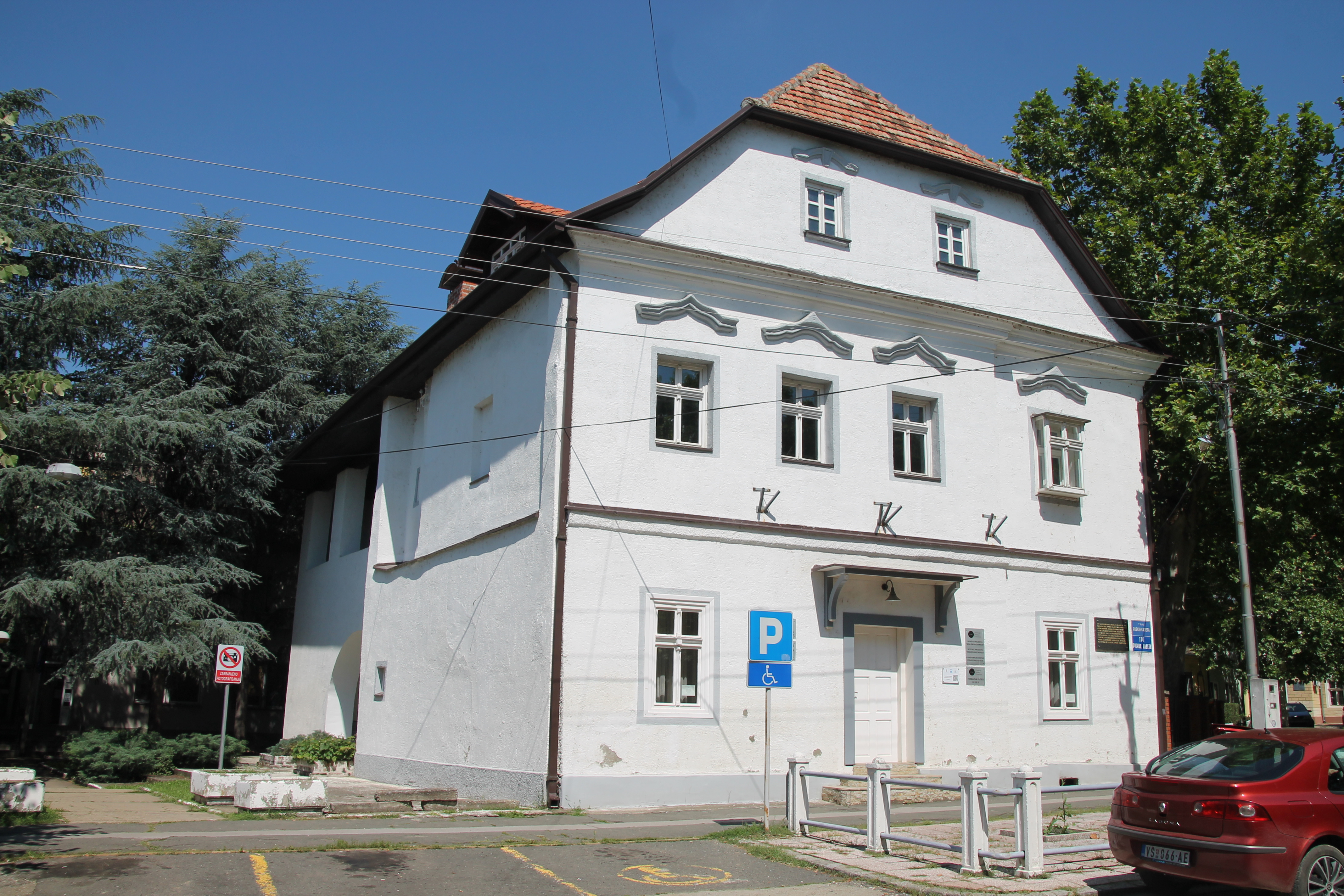
Hasičský dům.

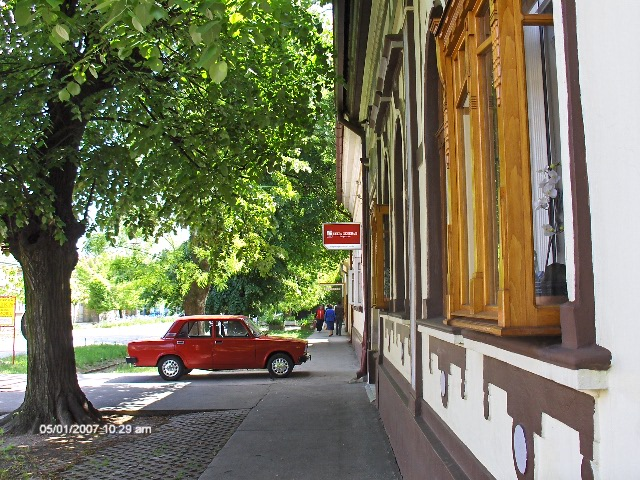
Typická ulice.

Počet obyvatel opštiny Bela Crkva rostl až do roku 1981, od té doby je tendence dlouhodobě klesající.
Etnické složení opštiny Bela Crkva v roce 2002 bylo následující:
- Srbové (76,85 %)
- Rumuni (5,4 %)
- Češi (3,99 %)
- Cikáni (3,03 %)
- Maďaři (2,25 %)
- Jugoslávci (1,38 %)

Ve městě samotném v roce 2009 žilo okolo 800 Čechů a čeština je zde jedním z oficiálních jazyků opštiny. Počet lidí, kteří se k české národnosti hlásí, zde nicméně souvisle klesá vlivou vymírání, vystěhovalectví zpět do Česka nebo asimilace. 

## Administrativní dělení
Opštinu Bela Crkva tvoří jak samotné město Bela Crkva, tak následujících 13 vesnic:
- Banatska Palanka
- Banatska Subotica
- Vračev Gaj
- Grebenac
- Dobričevo
- Dupljaja
- Jasenovo
- Kajtasovo
- Kaluđerovo
- Kruščica
- Kusić
- Crvena Crkva
- Češko Selo

Sídla se srbskou většinou jsou: Bela Crkva, Banatska Palanka, Banatska Subotica, Vračev Gaj, Dupljaja, Jasenovo, Kajtasovo, Kaluđerovo, Kruščica, Kusić a Crvena Crkva. Vesnice s většinou rumunského obyvatelstva se jmenuje Grebenac, maďarskou většinu má pak ves Dobričevo. Ves s českou většinou je Češko Selo (toponymum znamená doslova „česká ves“).

## Ekonomika
Bela Crkva patří k nejméně rozvinutým oblastem Vojvodiny i Srbska. Tradiční zde bylo vinařství, kterému se dařilo již od vzniku moderního města. V závěru 19. století zde existovalo několik továren na výrobu hedvábí, dále cihelna, likérka a potravinářské závody. Ekonomický rozvoj zde umožňovala až do druhé světové války početná německá komunita, po roce 1945 zde byla přítomná armáda. Dnes se tu také vyrábí motorový olej a svítidla. V roce 2022 zde uvažoval o investici český podnik IMG Bohemia, který zde měl vyrábět součástky do automobilů.

## Doprava
Do města vede železniční trať z města Zrenjanin (dříve pokračovala dále na rumunské území, dnes je mezinárodní úsek snesen. 
Ze západu sem směřuje silnice č. 18 celostátního významu, která vede z Vršace a dále pokračuje za městem k rumunské hranici.

## Kultura
Hlavní historické objekty zde vznikly na konci 18. století v barokním stylu. Jedná se např. o místní římskokatolický i pravoslavný kostel, dále o budovu radnice apod. Něteré budovy byly postaveny také ve stylu secese. Zmíněný římskokatolický kostel je zasvěcen Svaté Anně, pravoslavný sv. Petru a Pavlovi. Existuje zde i rumunský pravoslavný kostel. Kromě toho zde stojí také kostel ruské pravoslavné církve evangelisty Jana.
V Belé Crkvě existuje také městské muzeum. Působí zde také i městská knihovna a pobočku zde má i historický archiv.
Pravidelně se zde pořádá tzv. Květinový karneval. Místní Češi zde organizují také festival s názvem Krása různorodosti.
Jihozápadně od města se nachzáejí jezera, která jsou atraktivní destinací. Na počátku 20. století zde byl těžen štěrk a sedm vodních ploch zde vzniklo přirozeným zaplavením původních jam.

## Ostatní
Ve městě se nacházela kasárna, která nesla název po Slavku Munčanovi – Savovi.

## Významní rodáci
- Rudolf Nováček (1860-1929) - český vojenský kapelník, hudební skladatel, houslista a učitel.
- Ottokar Nováček (1866–1900), hudební skladatel

## Rozhlasová stanice
V okolí města vysílá lokální rozhlasová stanice Radio Bela Crkva, kromě hlavního programu vysílá také pořady pro českou, romskou, maďarskou a rumunskou menšinu.